# Progomphus auropictus
Progomphus auropictus är en trollsländeart som beskrevs av Friedrich Ris 1911. Progomphus auropictus ingår i släktet Progomphus och familjen flodtrollsländor. Inga underarter finns listade i Catalogue of Life.